# ویرجینیا
ویرجینیا (به انگلیسی: Virginia) که با نام رسمی مشترک‌المنافع ویرجینیا شناخته می‌شود، یکی از ایالت‌های ایالات متحده آمریکا است که در منطقه آتلانتیک میانه ایالات متحده واقع شده‌است. ویرجینیا به دلیل اینکه اولین و قدیمی‌ترین قلمرو پادشاهی انگلستان و نیز زادگاه بیشترین رؤسای جمهوری آمریکا بوده با نام‌های مستعار «قلمرو کهن» و «مادر رؤسای جمهور» شناخته می‌شود. جغرافیا و آب و هوای این ایالت تحت تأثیر کوهستان بلو ریج و خلیج چساپیک است که زیست‌بوم گیاهی و جانوری این ایالت را پدیدآورده است. پایتخت آن ریچموند، ویرجینیا (به انگلیسی: Richmond) و پرجمعیت‌ترین شهر آن ویرجینیا بیچ است. همچنین شهرستان فرفکس از پرجمعیت‌ترین تقسیمات سیاسی آن است. جمعیت تخمینی ویرجینیا (سال ۲۰۲۴) بالغ بر ۸/۷ میلیون نفر می باشد. بر همین اساس ویرجینیا دوازدهمین ایالت پرجمعیت در ایالات متحده آمریکا به‌شمار می‌رود. همچنین مقر ساختمان وزارت دفاع ایالات متحده آمریکا (پنتاگون) و مقر سیا در این ایالت است.
تاریخ این ایالت با چندین قبیله بومی از جمله پوهاتن آغاز شد. در تاریخ ۱۳ مه سال ۱۶۰۷ مستعمره ویرجینیا توسط شرکت ویرجینیای لندن به عنوان اولین مستعمره دائمی انگلیسی در جهان جدید پایه‌گذاری شد.

## تاریخچه

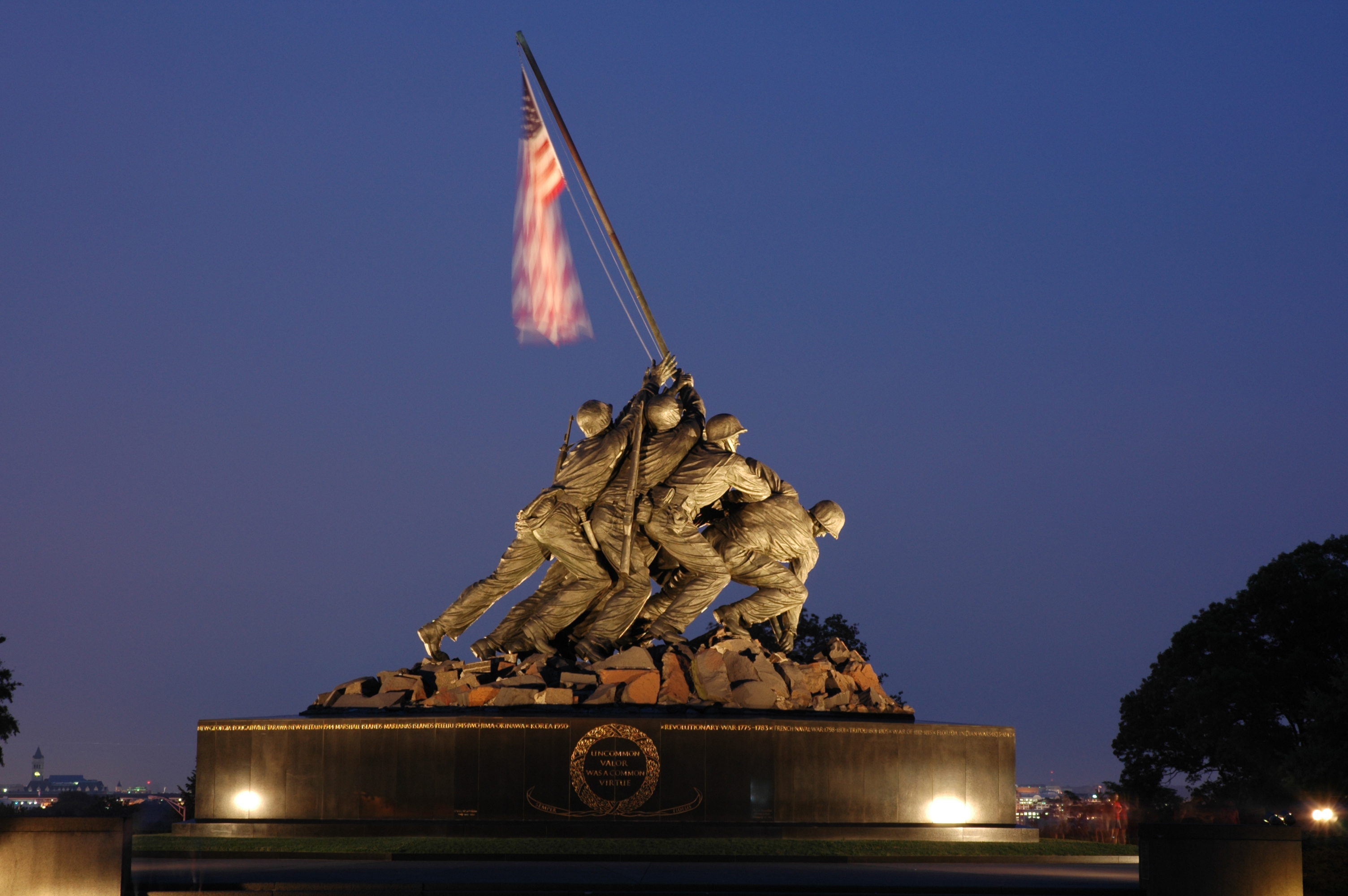
یادبود نبرد ایو جیما در جنگ جهانی دوم در شمال ایالت ویرجینیا

نام «ویرجینیا» از نام الیزابت یکم ملکه انگلستان گرفته شده‌است که در تمام عمر خود تن به زناشویی نداد و باکره ماند.
ویرجینیا یکی از سیزده مستعمره‌ای است که در جریان انقلاب آمریکا علیه سلطه بریتانیا شورش کردند.
بر روی پرچم و نشان ایالت ویرجینیا یک زن شجاع در لباس گلادیاتوری دیده می‌شود که مردی ریش‌دار را شکست داده و در حالی که تاج مرد از سرش افتاده زن پایش را بر روی سینه مرد گذاشته‌است. در این نشان زن که لباس گلادیاتور تنش است و یک نیزه و یک شمشیر در دست دارد نماد جمهوریت و نظام سیاسی جمهوری بوده و مرد تاج‌دار کشته شده نماد سلطنت و حکومت پادشاهی است یک شلاق و یک زنجیر در دو دستش دارد که نشانه استعمار است و شکست او از زن نیرومند نشانه شکست پادشاهی بریتانیا از ایالات متحده آمریکا و مردم استقلال‌طلب آن‌جاست.

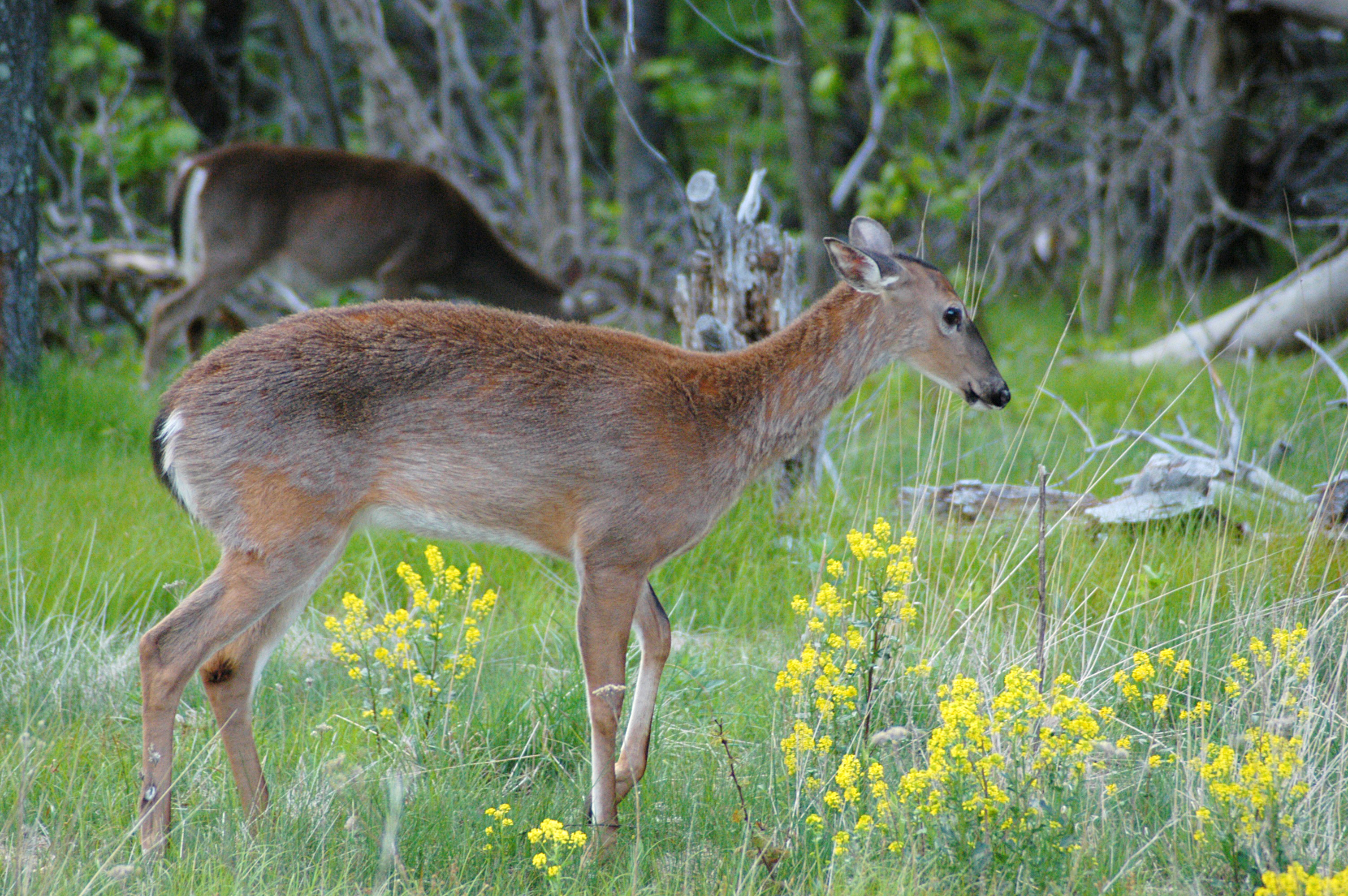
حیات وحش در پارک ملی شنندوا در ویرجینیا

## اقتصاد
در سال ۲۰۱۲، این ایالت تولید ناخالص داخلی برابر با ۴۷۸٬۷۴۷ میلیون دلار داشت، که قابل مقایسه با تولید ناخالص داخلی کشور لهستان (۴۸۹٬۷۹۵ میلیون دلار) بود.
در سال ۲۰۲۴، ویرجینیا با تولید ناخالصی داخلی نزدیک به ۸۰۰ میلیارد دلار از اقتصاد سوئد و بلژیک پیشی گرفت.

## مردم
بیشتر جمعیت ایالت ویرجینیا را سفیدپوستان تشکیل می‌دهند که نیاکانشان از شمال اروپا مهاجرت کرده بودند. یک پنجم جمعیت ایالت سیاه‌پوست هستند و جمعیت قابل توجهی از مهاجرین آمریکای لاتین و آسیایی-آمریکایی نیز در این ایالت زندگی می‌کنند.

## آموزش

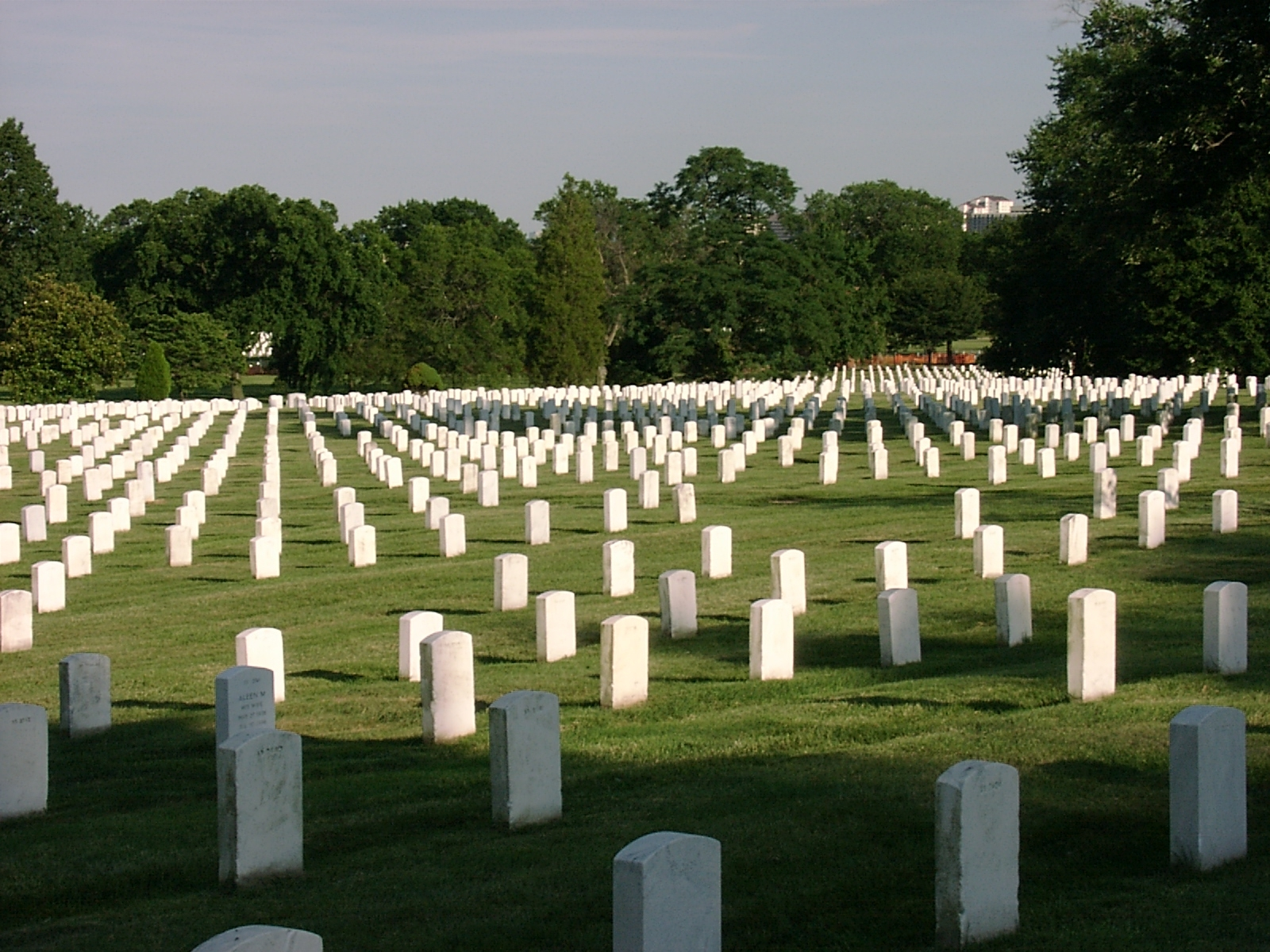
آرامستان ملی آرلینگتون جاییست که بسیاری از کشته شدگان جنگ‌های آمریکا در آن آرمیده‌اند.

تأسیسات شتاب‌دهنده ملی توماس جفرسون در این ایالت قرار دارند. دانشگاه ویرجینیا نیز از آثار جهانی ثبت شده یونسکو به‌شمار می‌رود. از دیگر دانشگاه‌های اصلی این ایالت می‌توان به اسامی زیر اشاره نمود:
- دانشگاه ویلیام اند ماری
- دانشگاه ویرجینیا تک
- دانشگاه ایالتی ویرجینیا
- دانشگاه جیمز مدیسون
- دانشگاه جرج میسون

## مشاهیر
از افراد مشهور این سرزمین می‌توان آرتور اش، لوئیز فیروز، توماس جفرسون، رابرت ادوارد لی (انگلیسی: Robert Edward Lee؛ زاده ۱۹ ژانویهٔ ۱۸۰۷ درگذشته ۱۲ اکتبر ۱۸۷۰)، جیمز مدیسون، جیمز مونرو، کیتی کوریک، و جرج واشینگتن را نام برد.